# کوه بمبلای
کوه بمبلای (به لاتین: Mount Bombalai) یک کوه در مالزی است که در صباح واقع شده‌است. کوه بمبلای ۵۳۱ متر بالاتر از سطح دریا واقع شده‌است.